# Richard Riemerschmid

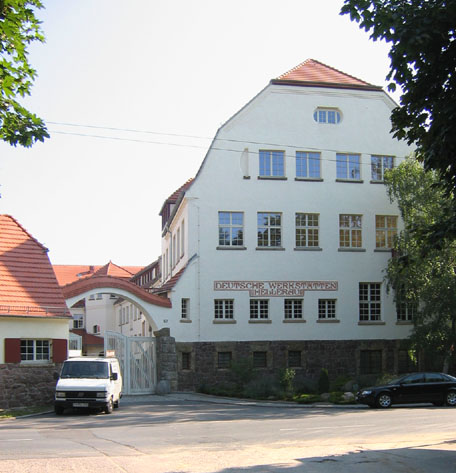
Casa a Hellerau dissenyada per Riemerschmid.

Richard Riemerschmid (Múnic, Alemanya, 20 de juny de 1868 - 13 d'abril de 1957) va ser un arquitecte i dissenyador de ciutats alemanyes i una de les principals figures del Modernisme a Alemanya. Es va formar com pintor, però abans va passar per totes les etapes dels oficis artesanals fins a arribar a l'arquitectura.
Més tard es va especialitzar en el disseny de mobles. Va pertànyer al grup de Múnic conegut com a Deutscher Werkbund. Entre les característiques del seu treball destaquen la funcionalitat i la racionalitat, el rebuig dels elements decoratius i la influència del disseny tradicional alemany, encara que els adorns típics del disseny alemany gairebé van desaparèixer de les seves obres.